# 羅比 (德克薩斯州)
羅比（英語：Roby）是一個位於美國德克薩斯州費希爾縣的城市。根據2010年美國人口普查，該地共人口643人，而該地的面積約為1.90平方千米。同時該地也是費希爾縣的縣治。

## 地理
羅比的座標為32°44′41″N 100°22′52″W / 32.74472°N 100.38111°W，而該地的平均海拔高度為598米（即1962英尺）。